# Ашау (долина)
Долина Ашау (вьет. Thung lũng A Sầu; англ. A Shau Valley; иногда пишут как А-Шау) — долина во Вьетнаме, в провинции Тхыатхьен-Хюэ. Расположена возле вьетнамо-лаосской границы. Получила известность во время войны во Вьетнаме, когда через неё пролегал один из маршрутов, связывавших «тропу Хо Ши Мина» с северной частью Южного Вьетнама. В 1966 году северовьетнамские войска установили полный контроль над долиной, захватив находившийся в ней лагерь американского спецназа. В 1968—1970 годах силы США и Южного Вьетнама предприняли ряд попыток восстановить контроль над А-Шау, однако сумели достичь лишь временных успехов. В долине А-Шау произошло одно из самых известных сражений Вьетнамской войны — на высоте «Гамбургер», которое легло в основу одноимённого фильма.